# بامبلونا (طبق)
البامبلونا (أو بامبلونا دي سيردو) هو طبق من اللحم المحشو المشوي من مطبخ الأوروغواي يحضّر من الدجاج،  أو من أنواع لحوم أخرى كلحم الخنزير ولحم البقر. أصبح هذا الطبق شعبياً في الأرجنتين.
تتكون البامبلونا التقليدية من صدر الدجاج الملفوف بلحم الهام والجبن والفلفل الحلو، وتثبت بإحكام على شكل نقانق كبيرة قطرها يتراوح بين 12 إلى 15 سم. قد تشوى البامبلونا على مشواة تسمى بارييا كجزء من تحضير طبق أسادو. كما تحضّر بامبلونا من لحم البقر أو الخنزير أو بامبلونا بحشوات مختلفة.
بعض الوصفات تستخدم شرائح البيكون للفها حول اللحم.